# Hermann Haffner
Hermann Haffner (* 8. Mai 1837 in Marbach am Neckar; † 25. Juli 1902 in Calw) war ein württembergischer Politiker.

## Leben
Haffner machte nach der Volksschule eine Ausbildung im Notariats- und Verwaltungsfach. Nach Bestehen der niederen Dienstprüfungen war er von 1873 bis 1881 als Beamter (Gehilfe und Ratsschreiber) bei der Stadtverwaltung Calw tätig. Daneben war er Bezirkssteuerkomissär für die Gebäude-, Gewerbe- und Grundsteuereinschätzung im Oberamt Calw. 1871 wurde Haffner nebenamtlich Vorstandsmitglied der Kreditbank für Landwirtschaft und Gewerbe in Calw. Seit 1881 arbeitete Hermann Haffner als immatrikulierter Notar in Calw. Am 26. Juni 1884 wurde er mit 485 von 504 Stimmen als Nachfolger seines Schwiegervaters zum Stadtschultheißen gewählt. Seine beiden Gegenkandidaten hatten nur pro forma kandidiert, um die gesetzlichen Vorgaben für die Wahl zu erfüllen. Haffner amtierte bis zu seinem Tod 1902.
Von 1889 bis 1900 war Haffner Mitglied der zweiten Kammer der Württembergischen Landstände.

## Familie
1864 heiratete er Marie Luise Schuldt, eine Tochter des Stadtschultheißen und Landtagsabgeordneten Christian Friedrich Schuldt. Sie hatten vier Kinder, darunter Julie Haffner, die den Oberamtmann Gustav von Supper heiratete.

## Ehrungen
- In Calw wurde die Hermann-Haffner-Straße nach ihm benannt.
- 1896 wurde er mit dem Ritterkreuz I. Klasse des Friedrichs-Ordens ausgezeichnet.[1]